# Rutstroemia
Rutstroemia Holst-Jensen, L.M. Kohn & T. Schumach. (baziówka) – rodzaj grzybów z rzędu tocznikowców (Helotiales).

## Charakterystyka
Owocniki typu apotecjum o barwie brązowej, czasami zielonkawożółej lub ciemnooliwkowej, wyrastające pojedynczą lub w kępach z wewnętrznych warstw podłoża roślinnego, krążkowate, z brzegiem gładkim lub mniej lub więcej zębatym, na trzonie od krótkiego do bardzo długiego. Zewnętrzna warstwa ściany apotecjów zbudowana z pryzmatycznych komórek, rzadko kanciastych, czasami z żelatynizowanymi, długokomórkowymi strzępkami. Strzępki warstwy środkowej i wewnętrznej zwykle szorstkie, z wysiękiem o barwie brązowej do oliwkowej. Parafizy cylindryczne, nie lub lekko wypukłe na wierzchołku, czasami z wakuolami o niskim lub wysokim współczynniku załamania światła, wieloma gutulami, szkliste lub żółtawe do brązowych. Worki cylindryczne, zazwyczaj z szeroko zaokrąglonym wierzchołkiem, w odczynniku Melzera barwiące się na niebiesko (amyloidalne). Askospory elipsoidalne do cylindrycznych, proste, allantoidalne (kiełbaskowate) lub nerkowate, szkliste, o wysokiej lub czasami niskiej zawartości lipidów, w stanie dojrzałym często z 1–3 przegrodami. Często na wolnych zarodnikach lub zarodnikach wewnątrz martwych worków tworzą się przez pączkowanie kuliste konidia.
Index Fungorum w 2017 r. podawał 74 gatunki należące do rodzaju Rustroemia, ich liczba zmienia się w miarę badań mykologów. Są to grzyby saprotroficzne, nadrzewne i nalistne, rozwijające się na drewnie i korze martwych gałęzi i na opadłych liściach, niektóre gatunki także na martwych roślinach zielnych. Apotecja tworzą się wiosną lub zwłaszcza jesienią, u gatunków nadrzewnych przez cały rok.

## Systematyka
Pozycja w klasyfikacji według Index FungorumRutstroemiaceae, Helotiales, Leotiomycetidae, Leotiomycetes, Pezizomycotina, Ascomycota, Fungi.
SynonimyKriegeria G. Winter ex Höhn., 1914, Kriegeria Rabenh. 1878.
Gatunki występujące w Polsce::
- Rutstroemia bolaris (Batsch) Rehm 1893 – baziówka wiosenna
- Rutstroemia bulgarioides (P. Karst.) P. Karst. 1871 – baziówka szyszkowata
- Rutstroemia calopus (Fr.) Rehm 1893
- Rutstroemia conformata (P. Karst.) Nannf. 1942
- Rutstroemia elatina (Alb. & Schwein.) Rehm 1893
- Rutstroemia firma (Pers.) P. Karst. 1871 – baziówka mocna
- Rutstroemia henningsiana (Plöttn.) Dennis 1956
- Rutstroemia petiolorum (Roberge ex Desm.) W.L. White 1941
- Rutstroemia sydowiana (Rehm) W.L. White 1941

Nazwy naukowe według Index Fungorum. Wykaz gatunków i nazwy polskie według M.A. Chmiel i atlasu grzybów.